# Pterobryidium australe
Pterobryidium australe là một loài rêu trong họ Pterobryaceae. Loài này được Broth. & Watts mô tả khoa học đầu tiên năm 1918.